# Securail

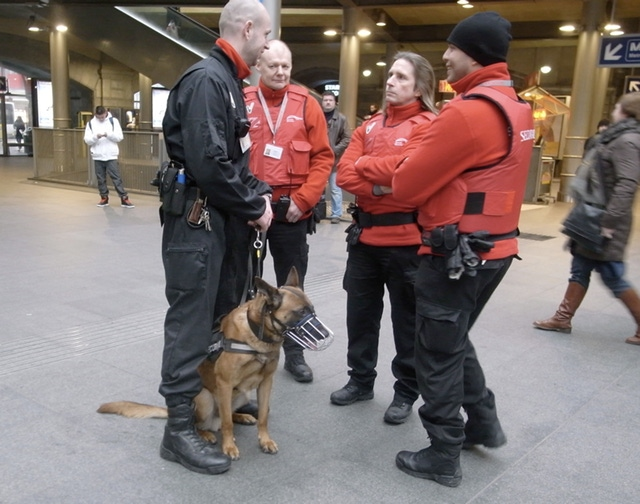
Interventieploeg met hondenmeester.

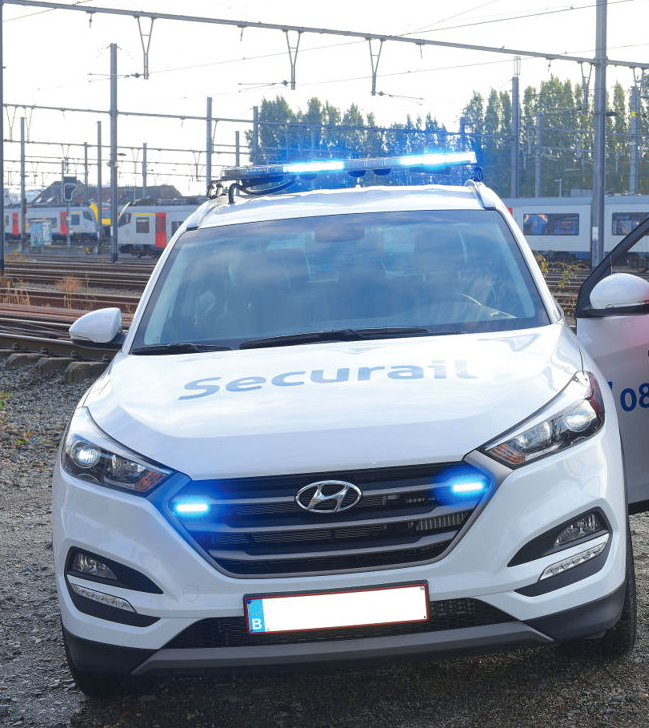
Dienstvoertuig van Securail.

Securail is de veiligheidsdienst van de Belgische spoorwegen. De veiligheidsdienst is een onderdeel van de Corporate Security Service, een dienst binnen de NMBS, die verantwoordelijk is voor de veiligheid van de reizigers, het personeel en de klanten. De veiligheidsagenten voeren interventies en patrouilles op spoorwegdomein uit.

## Geschiedenis
Vanaf 1843 waren sommige ambtenaren van de NMBS belast met voltijdse politieopdrachten. Het ging om politieofficieren. Ze stonden onder het gezag van de stationschef.
In het begin van de jaren 1970 besliste de NMBS dat kader aan te vullen en het meer zelfstandigheid en een eigen functionele hiërarchie te geven. Deze zelfstandigheid ging gepaard met een gepaste beroepsopleiding in opleidingscentra van de gemeentepolitie voor het basiskader, en in 'de school voor criminologie en wetenschappelijke politie' voor de onderofficieren.
De wet van 5 augustus 1992 op het politieambt officialiseerde dit korps als bijzondere politiedienst en integreerde het in de politie. Diezelfde wet kende de hoedanigheid van officier van bestuurlijke politie toe aan de politiechefs en ondertoezichtcommissarissen.
Door de nakende komst van de politiehervorming eind jaren 1990 werden de bijzondere politiediensten afgeschaft, met als gevolg dat de leden konden kiezen om over te stappen naar de Rijkswacht ofwel naar de interne bewakingsdienst van de NMBS, B-security. De interne bewakingsdienst werd uiteindelijk in 2004 omgevormd naar een veiligheidsdienst, het huidige Securail.

## Bevoegdheden
Sinds het opgaan van de spoorwegpolitie in de federale politie stond B-Security in voor de veiligheid op en rond het spoor. Door de toename van de agressie tegen het spoorwegpersoneel en de reizigers was er terug een grote vraag naar meer bevoegdheden. Deze vraag werd ingewilligd en de interne bewakingsdienst werd een veiligheidsdienst. De bewakingsagenten werden omgeschoold naar veiligheidsagenten, dewelke meer bevoegdheden hebben.
Een veiligheidsagent heeft bepaalde politionele bevoegdheden en mag bijvoorbeeld een identiteitscontrole uitvoeren, iemand vatten en eventueel boeien, een veiligheidscontrole uitvoeren en personen zonder geldig vervoerbewijs met dwang verwijderen uit de zones waar dit vereist is. Onder bepaalde voorwaarden mag een veiligheidsagent zelfs pepperspray gebruiken. Securail beschikt ook over veiligheidsagenten die met hun diensthond werken. Alle bevoegdheden staan beschreven in de wet tot regeling van de private en bijzondere veiligheid. Door deze wet is de aanwezigheid van het vigilis-logo, een kenmerkende 'V', op de uniformen van de veiligheidsagenten verplicht. Dit logo wekt echter vaak een misplaatste associatie bij burgers op van bewakingsagenten, waarbij dit ook verplicht is, maar die deze bevoegdheden niet hebben. Veiligheidsagenten van Securail zijn beëdigde agenten met de gerechtelijke bevoegdheidstitel agent van gerechtelijke politie (AGP). Zij kunnen hierdoor een proces-verbaal opstellen naar aanleiding van hun vaststellingen. De wet van 27 april 2018, wet op de politie van de spoorwegen laat de veiligheidsdienst toe zelf boetes te innen voor bepaalde inbreuken. Hierdoor wordt het werk van het Parket verlicht en neemt straffeloosheid af. Voertuigen van Securail zijn uitgerust met blauwe zwaailichten en optische sirenes om zich prioritair te verplaatsen indien noodzakelijk.

## Graden
De veiligheidsdienst kent de volgende graden:
- Veiligheidsbediende;
- Gespecialiseerd Veiligheidsbediende;
- Eerste Veiligheidsbediende;
- Adjunct-Veiligheidschef;
- Veiligheidschef.

## Brigades
Er zijn verschillende brigades actief binnen Securail. Vanuit deze brigades vertrekken de veiligheidsagenten van Securail naar de verschillende stations. De brigades hebben een groot werkterrein. De brigades zijn:

### Vlaanderen
- Antwerpen (station Antwerpen-Centraal)
- Brugge
- Denderleeuw
- Gent (station Gent-Sint-Pieters)
- Hasselt
- Kortrijk
- Leuven
- Mechelen
- Zaventem (station Brussels-Airport Zaventem)

### Brussels Hoofdstedelijk Gewest
- Brussel (station Brussel-Centraal)
- Schaarbeek (station Brussel-Noord)
- Sint-Gillis (station Brussel-Zuid)

### Wallonië
- Bergen
- Charleroi (station Charleroi-Centraal)
- Doornik
- Libramont
- Luik  (station Luik-Guillemins)
- Namen
- Ottignies